# Meryl
Meryl je obchodní značka polyamidových vláken firmy Nylstar. Dodává se ve formě filamentové příze, která se vyznačuje měkkostí a hedvábným leskem.

## Vlastnosti a použití merylu
Příze dodávaná v jemnostech od 4,4 tex / f 34 do 19 tex / f 13 má vysokou pevnost v tahu i v oděru (10 x vyšší než např. bavlna), je pružná, absorbuje UV záření, propouští vodu a může mít i antistatickou úpravu.
Vyrábí se z ní pleteniny na jemné punčochy a prádlo a tkané i pletené sportovní oděvy.
Meryl Nexten je duté vlákno, cca 30 % lehčí než běžné polyamidy.
Mimo tohoto jsou známé následující varianty merylu:
Meryl Mattess, Meryl Microfibre, Meryl Satiné, Meryl Skinlife, Meryl Souple, Meryl Spring, Meryl Techno